# Nelson Ned
Nelson Ned d'Ávila Pinto (né le 2 mars 1947 à Ubá, Minas Gerais et décédé le 5 janvier 2014 à Cotia, État de São Paulo) est un chanteur, compositeur et auteur brésilien. Niveau albums, l'artiste a vendu environ 45 millions d'exemplaires. Il est le premier artiste latino-américain à vendre 1 million d'albums aux États-Unis, et s'est même produit aux côtés de grands noms de la musique romantique internationale, tels que Julio Iglesias et Tony Bennett,.

## Biographie

### Jeunesse et carrière

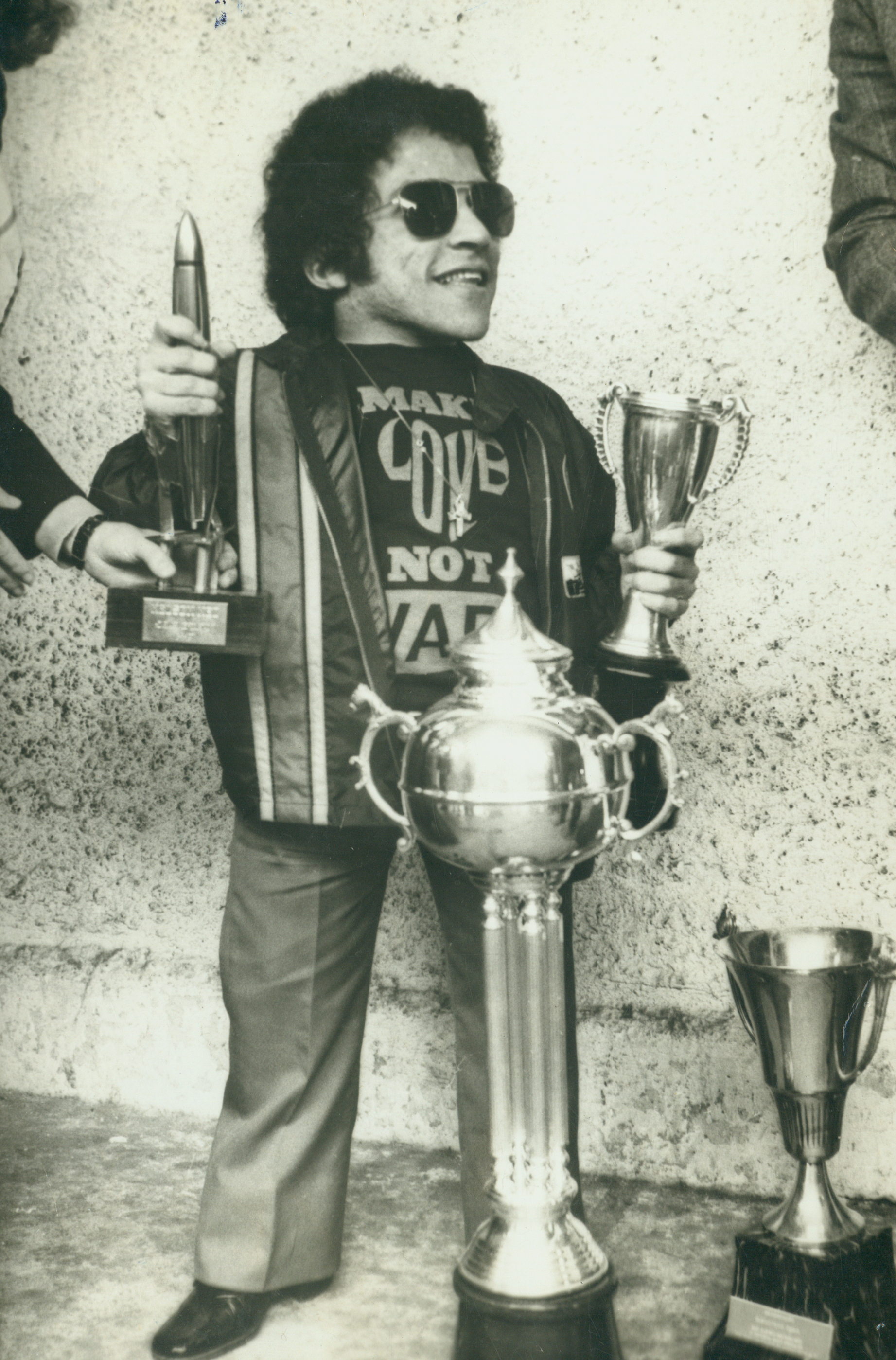
Nelson Ned en 1973.

Nelson Ned naît dans une grande maison de la Rua Coronel Júlio Soares, à Ubá, Minas Gerais, premier né des sept enfants de Nelson de Moura Pinto et Ned d'Ávila Pinto. Comme il ne s'est pas développé pendant son enfance, on lui a diagnostiqué une dysplasie spondyloépiphysaire, ce qui l'a conduit à ne mesurer que 1,12 mètre à l'âge adulte (certaines sources mentionnent qu'il mesurerait 90 centimètres, mais cette incohérence est probablement due au nom de son premier album, Um Show de 90 Centímetros). Ses six frères et sœurs sont nés sans cette maladie, et les trois enfants de Nelson héritent du nanisme,.
Comme ses parents aiment la musique, le jeune Nelson commence rapidement à chanter, remportant un prix sur une station de radio à Ubá à l'âge de quatre ans. À la fin des années 1950, sa mère, Mme Ned, passe un concours pour le bureau du percepteur de l'État du Minas Gerais et déménage avec la famille dans la capitale, Belo Horizonte. À l'âge de 12 ans, Nelson commence à travailler comme secrétaire du directeur de l'usine Lacta et, quelque temps plus tard, sa carrière de chanteur prend de l'ampleur dans les émissions de TV Itacolomi et des stations de radio Guarani et Inconfidência.
Dans les années 1960, il commence à se produire et à enregistrer des albums. Son premier album, intitulé Um Show de 90 centímetros, sort en 1964. Son deuxième album, Tudo Passará, ne sort qu'en 1969 et a apporté deux grands succès : la chanson-titre, qui est devenue la chanson la plus connue de la carrière de Nelson Ned, et Tamanho Não é Documento. La chanson Tudo Passará est réenregistrée quarante fois, y compris dans une version country avec le duo João Mineiro e Marciano dans les années 1980, qui ernegistre également le succès de Nelson Se Eu Pudesse Falar Com Deus sur le même album. La même année, en 1969, il remporte le Ier Festival de la Canción, organisé à Buenos Aires, en Argentine, où il interprète sa composition Tudo Passará, lançant ainsi une carrière internationale couronnée de succès,. Il connait également le succès dans d'autres pays d'Amérique latine, en Europe et en Afrique, où il est extrêmement populaire.
Il remporte des disques d'or au Brésil et à l'étranger, vendant plus de 45 millions d'albums, et sa carrière est marquée par une performance historique au Carnegie Hall de New York, aux États-Unis, un exploit qu'il répète quatre fois à pleine capacité,.

### Dernières années et décès
En 2003, il est victime d'une attaque cérébrale qui lui fait perdre la vue de l'œil droit. Depuis, il vit dans une maison adaptée à ses besoins à São Paulo et souffre toujours de diabète, d'hypertension artérielle et serait en train de développer la maladie d'Alzheimer.
Le 24 décembre 2013, il s'installe dans une maison de retraite à Granja Viana, Cotia, près de São Paulo. Quelques jours plus tard, le 4 janvier, il est admis à l'hôpital régional de Cotia pour une infection respiratoire aiguë, une pneumonie et des problèmes de vessie. Il décède le 5 janvier 2014 au matin à l'hôpital régional de Cotia, à São Paulo, à la suite de complications liées à une pneumonie Nelson Ned est incinéré au cimetière et crématorium Horto da Paz à São Paulo.

## Discographie

### Albums studio
- 1971 : Si Las Flores Pudieran Hablar
- 1974 : Nelson en Acción'
- 1976 : O Poder Da Fé Vol. 1
- 1990 : O Poder Da Fé Vol. 2
- 1993 : Jesus Está Vivo
- 1994 : Jesus Te Ama
- 1995 : Glórias A Jesus
- 1997 : Jesus Está Voltando
- 1998 : Jesús está vivo
- 1998 : Jesús te ama
- 2001 : Jesus É Vida
- 2001 : Jesucristo es vida
- 2004 : Jesus Ressuscitou

### Compilations
- Dose Dupla
- 2001 : Compõe e Canta Para Jesus
- 2002 : Louvor e Adoração
- 2002 : Canções Da Minha Fé
- 2003 : Seleção De Ouro
- 2006 : 2 Em 1
- 2006 : Warner 30 Anos
- 2007 : Nova Série